# Vytautas Juškus
Vytautas Juškus (* 16. Februar 1944  in Tolučiai bei Šaukėnai, Rajongemeinde Kelmė) ist ein litauischer Politiker.

## Leben
1963 absolvierte er  das Abitur an der Mittelschule von Šaukėnai und leistete von 1964 bis 1967 den Sowjetarmeedienst. 1979 absolvierte er das Diplomstudium am Kauno politechnikos institutas. Von 1967 bis 1979 war er Arbeiter und von 1980 bis 1987 Direktor bei Šiaulių televizorių gamykla. Von 1987 bis 1992 leitete er das Dramatheater Šiauliai. Von 1992 bis 1996 war er Mitglied im Seimas. Ab 1997 lehrte er an der Šiaulių universitetas. Von 2003 bis 2007 war er Bürgermeister von  Šiauliai. Seit 2007 ist er Rentner.
Von 1990 bis 2001 war er Mitglied der Lietuvos demokratinė darbo partija, ab 2001 der LSDP.